# Amyrea sambiranensis
Amyrea sambiranensis är en törelväxtart som beskrevs av Jacques Désiré Leandri. Amyrea sambiranensis ingår i släktet Amyrea och familjen törelväxter.
Artens utbredningsområde är Madagaskar. Inga underarter finns listade i Catalogue of Life.